# El amor después del amor (serie de televisión)
El amor después del amor es una serie web biográfica musical argentina original de Netflix. La trama cuenta los inicios, la carrera, los problemas y el estrellato del cantautor argentino Fito Páez, uno de los máximos exponentes del rock nacional. Está protagonizada por Iván Hochman, Micaela Riera, Gaspar Offenhenden, Martín Campilongo, Andy Chango, Mirella Pascual y Mónica Raiola. La serie se estrenó el 26 de abril de 2023.

## Sinopsis
La serie recorre los primeros 30 años de vida del rockstar argentino Fito Páez, comenzando por sus inicios en la ciudad de Rosario y su llegada exitosa a la escena musical nacional e internacional, incluyendo sus momentos de éxitos y sus altibajos.

## Elenco

### Principal
- Iván Hochman como Fito Páez
  - Gaspar Offenhenden como Fito Páez (niño)
- Micaela Riera como Fabiana Cantilo
- Martín Campilongo como Rodolfo Páez
- Andy Chango como Charly García
- Mirella Pascual como Zulema «Belia» Ramírez
- Mónica Raiola como Josefa «Pepa» Páez

### Secundario
- Eugenia Guerty como Charito Páez
- Mariano Saborido como Alejandro Avalis
- Manuel Fanego como Andrés Gallo
- Victoria Bernardi como Margarita Zulema Ávalos
- Fernando Ritucci como Eduardo Carrizo
- Matías Okosi como Daniel Wirtz
- Nahuel Monasterio como Fena Della Maggiora
- Juan Risso como Daniel Grimbank

### Participaciones
- Joaquín Baglietto como Juan Carlos Baglietto
- Valentín Roitman como Joe Stefanuolo
- Luis Ziembrowski como Portunato
- Brian Vainberg como Alfredo
- Ezequiel Encinas como Pipo Cipolatti
- Ivo Navarro como Fabián Gallardo
- Mauricio Di Yorio como Walter de Giusti
- Daryna Butryk como Cecilia Roth
- Julián Kartun como Luis Alberto Spinetta
- Jean Pierre Noher como André Midani
- Gastón Frías como Batato Barea
- Dante Bruni como Federico Moura
- Pablo Turturiello como Marcelo Moura
- Tomás Raimondi como Julio Moura
- Javier Morado como Andrés Calamaro
- Charlie Anderle como Iñigo Zabala

## Episodios
| N.º | Título                            | Dirigido por                          | Escrito por                                  | Fecha de emisión original |
| --- | --------------------------------- | ------------------------------------- | -------------------------------------------- | ------------------------- |
| 1   | «Cuando yo me vaya de aquí»       | Felipe Gómez Aparicio y Gonzalo Tobal | Francisco Varone, Lucila Podestá y Diego Fío | 26 de abril de 2023       |
| 2   | «Una luna en el corazón»          | Felipe Gómez Aparicio y Gonzalo Tobal | Francisco Varone, Lucila Podestá y Diego Fío | 26 de abril de 2023       |
| 3   | «Canción sobre canción»           | Felipe Gómez Aparicio y Gonzalo Tobal | Francisco Varone, Lucila Podestá y Diego Fío | 26 de abril de 2023       |
| 4   | «Un cielo y un estado de coma»    | Felipe Gómez Aparicio y Gonzalo Tobal | Francisco Varone, Lucila Podestá y Diego Fío | 26 de abril de 2023       |
| 5   | «Parte del aire»                  | Felipe Gómez Aparicio y Gonzalo Tobal | Francisco Varone, Lucila Podestá y Diego Fío | 26 de abril de 2023       |
| 6   | «En esta puta ciudad»             | Felipe Gómez Aparicio y Gonzalo Tobal | Francisco Varone, Lucila Podestá y Diego Fío | 26 de abril de 2023       |
| 7   | «Las sombras que aquí estuvieron» | Felipe Gómez Aparicio y Gonzalo Tobal | Francisco Varone, Lucila Podestá y Diego Fío | 26 de abril de 2023       |
| 8   | «El amor después del amor»        | Felipe Gómez Aparicio y Gonzalo Tobal | Francisco Varone, Lucila Podestá y Diego Fío | 26 de abril de 2023       |

## Desarrollo

### Producción
En febrero del 2021 se informó que Netflix había confirmado la producción de una serie basada en la vida del cantante argentino de rock Fito Páez y que la misma se titularía El amor después del amor, haciendo referencia al séptimo álbum de estudio homónimo del músico, publicado en 1992. Asimismo, se comunicó que la serie estaría producida por Mandarina Contenidos, contando con Juan Pablo Kolodziej, Mariano Chihade y el mismo Fito Páez como productores.
En febrero de 2022 se anunció que Felipe Gómez Aparicio y Gonzalo Tobal serían los encargados de dirigir los episodios de la serie.

### Rodaje
La fotografía principal de la serie comenzó a fines de febrero de 2022 en Buenos Aires. Las grabaciones concluyeron a mediados de julio de ese año.

### Casting
En enero de 2022 se anunció que Micaela Riera había sido elegida para interpretar a la cantante Fabiana Cantilo.
En febrero de ese año, se confirmó que Iván Hochman y Gaspar Offenhenden habían sido elegidos para personificar a Fito Páez en su juventud y niñez, respectivamente. En abril de 2022 se anunció que Andy Chango y Julián Kartun también formarían parte del elenco de la serie. En julio de ese año, Jean Pierre Noher se unió a la serie en el papel de André Midani, un productor de música brasileño.
El casting fue realizado por castingclub. La dirección estuvo a cargo de Juan Risso y Carolina Milli, quienes por ese proyecto obtuvieron el premio Condor de Plata a la categoría; Mejor Dirección de casting.Por el casting pasaron un total de 3000 personas para cubrir la totalidad del elenco.

## Premios y nominaciones
| Lista de premios y nominaciones | Lista de premios y nominaciones        | Lista de premios y nominaciones                 | Lista de premios y nominaciones                                                    | Lista de premios y nominaciones | Lista de premios y nominaciones | Lista de premios y nominaciones |
| Año                             | Organización                           | Categoría                                       | Nominado/a (s)                                                                     | Resultado                       | Ref(s)                          |                                 |
| ------------------------------- | -------------------------------------- | ----------------------------------------------- | ---------------------------------------------------------------------------------- | ------------------------------- | ------------------------------- | ------------------------------- |
| 2023                            | Premios Rolling Stone en Español       | Serie del año                                   | El amor después del amor                                                           | Ganador                         | [ 15 ]                          |                                 |
| 2023                            | Premios Produ                          | Mejor serie biográfica                          | El amor después del amor                                                           | Ganador                         | [ 16 ]                          |                                 |
| 2023                            | Premios Produ                          | Mejor apertura                                  | El amor después del amor                                                           | Nominado                        | [ 16 ]                          |                                 |
| 2023                            | Premios Produ                          | Mejor actor principal de serie biográfica       | Gaspar Offenhenden                                                                 | Nominado                        | [ 16 ]                          |                                 |
| 2023                            | Premios Produ                          | Mejor actor principal de serie biográfica       | Iván Hochman                                                                       | Nominado                        | [ 16 ]                          |                                 |
| 2023                            | Premios Produ                          | Mejor actriz revelación                         | Micaela Riera                                                                      | Ganadora                        | [ 16 ]                          |                                 |
| 2023                            | Premios Produ                          | Mejor actor revelación                          | Andy Chango                                                                        | Nominado                        | [ 16 ]                          |                                 |
| 2023                            | Premios Produ                          | Mejor actor revelación                          | Gaspar Offenhenden                                                                 | Nominado                        | [ 16 ]                          |                                 |
| 2023                            | Premios Produ                          | Mejor actor revelación                          | Iván Hochman                                                                       | Ganador                         | [ 16 ]                          |                                 |
| 2023                            | Premios Produ                          | Mejor showrunner - Drama                        | Juan Pablo Kolodziej                                                               | Nominado                        | [ 16 ]                          |                                 |
| 2023                            | Premios Produ                          | Mejor productor de ficción - Serie y miniserie  | Mariano Chihade y Juan Pablo Kolodziej                                             | Nominado                        | [ 16 ]                          |                                 |
| 2023                            | Premios Produ                          | Mejor dirección de fotografía                   | Diego Guijarro                                                                     | Nominado                        | [ 16 ]                          |                                 |
| 2023                            | Premios Produ                          | Mejor recreación de época                       | Magdalena Peralta y Ana María Casariego                                            | Ganadoras                       | [ 16 ]                          |                                 |
| 2023                            | Premios Cóndor de Plata                | Mejor miniserie o unitario                      | El amor después del amor                                                           | Ganador                         | [ 17 ] [ 18 ]                   |                                 |
| 2023                            | Premios Cóndor de Plata                | Mejor dirección                                 | Felipe Gómez Aparicio y Gonzalo Tobal                                              | Nominados                       | [ 17 ] [ 18 ]                   |                                 |
| 2023                            | Premios Cóndor de Plata                | Mejor actor protagonista en drama               | Iván Hochman                                                                       | Nominado                        | [ 17 ] [ 18 ]                   |                                 |
| 2023                            | Premios Cóndor de Plata                | Mejor actriz protagonista en drama              | Micaela Riera                                                                      | Nominada                        | [ 17 ] [ 18 ]                   |                                 |
| 2023                            | Premios Cóndor de Plata                | Mejor actor de reparto en drama                 | Martín Campilongo                                                                  | Nominado                        | [ 17 ] [ 18 ]                   |                                 |
| 2023                            | Premios Cóndor de Plata                | Mejor actor de reparto en drama                 | Andy Chango                                                                        | Nominado                        | [ 17 ] [ 18 ]                   |                                 |
| 2023                            | Premios Cóndor de Plata                | Revelación masculina                            | Andy Chango                                                                        | Ganador                         | [ 17 ] [ 18 ]                   |                                 |
| 2023                            | Premios Cóndor de Plata                | Revelación masculina                            | Iván Hochman                                                                       | Nominado                        | [ 17 ] [ 18 ]                   |                                 |
| 2023                            | Premios Cóndor de Plata                | Revelación femenina                             | Daryna Butryk                                                                      | Nominada                        | [ 17 ] [ 18 ]                   |                                 |
| 2023                            | Premios Cóndor de Plata                | Revelación femenina                             | Micaela Riera                                                                      | Ganadora                        | [ 17 ] [ 18 ]                   |                                 |
| 2023                            | Premios Cóndor de Plata                | Mejor guion adaptado                            | Francisco Varone, Lucila Podestá y Diego Fío                                       | Nominados                       | [ 17 ] [ 18 ]                   |                                 |
| 2023                            | Premios Cóndor de Plata                | Mejor dirección de fotografía                   | Diego Guijarro                                                                     | Ganador                         | [ 17 ] [ 18 ]                   |                                 |
| 2023                            | Premios Cóndor de Plata                | Mejor montaje                                   | Alejandro Carrillo Penovi, Geraldina Rodríguez, Nicolás Toler y Andrea Kleinmanpor | Ganadores                       | [ 17 ] [ 18 ]                   |                                 |
| 2023                            | Premios Cóndor de Plata                | Mejor dirección de arte                         | Magdalena Peralta Antivero y Chopy Casariego                                       | Nominadas                       | [ 17 ] [ 18 ]                   |                                 |
| 2023                            | Premios Cóndor de Plata                | Mejor diseño de vestuario                       | Lucía Beruti y Delfina de Forteza                                                  | Ganadoras                       | [ 17 ] [ 18 ]                   |                                 |
| 2023                            | Premios Cóndor de Plata                | Mejor música original                           | Alan Senderowitsch y Ezequiel Silberstein                                          | Ganadores                       | [ 17 ] [ 18 ]                   |                                 |
| 2023                            | Premios Cóndor de Plata                | Mejor maquillaje y peluquería                   | Oscar Mulet y Jorge Palacios                                                       | Ganadores                       | [ 17 ] [ 18 ]                   |                                 |
| 2023                            | Premios Cóndor de Plata                | Mejor diseño de sonido                          | Manuel de Andrés y Martín Litmanovich                                              | Ganadores                       | [ 17 ] [ 18 ]                   |                                 |
| 2023                            | Premios Cóndor de Plata                | Mejor dirección de casting                      | Juan Risso y Carolina Milli                                                        | Ganadores                       | [ 17 ] [ 18 ]                   |                                 |
| 2023                            | Premios Cóndor de Plata                | Premio del público BA audiovisual               | El amor después del amor                                                           | Nominado                        | [ 17 ] [ 18 ]                   |                                 |
| 2023                            | Premios Martín Fierro Latino           | Mejor serie biográfica                          | El amor después del amor                                                           | Ganador                         | [ 19 ]                          |                                 |
| 2023                            | Premios Martín Fierro Latino           | Revelación                                      | Daryna Butryk                                                                      | Nominada                        | [ 19 ]                          |                                 |
| 2024                            | Premios Platino                        | Mejor actriz en miniserie o teleserie           | Micaela Riera                                                                      | Nominada                        | [ 20 ] [ 21 ]                   |                                 |
| 2024                            | Premios Platino                        | Mejor actor de reparto en miniserie o teleserie | Andy Chango                                                                        | Ganador                         | [ 20 ] [ 21 ]                   |                                 |
| 2024                            | Premios Platino                        | Mejor creador de miniserie o teleserie          | Juan Pablo Kolodziej                                                               | Nominado                        | [ 20 ] [ 21 ]                   |                                 |
| 2024                            | Premios Aura                           | Revelación actoral                              | Iván Hochman                                                                       | Ganador                         | [ 22 ] [ 23 ]                   |                                 |
| 2024                            | Premios Aura                           | Mejor escritores                                | Francisco Varone, Lucila Podestá y Diego Fío                                       | Nominados                       | [ 22 ] [ 23 ]                   |                                 |
| 2024                            | Premios Sur                            | Mejor serie                                     | El amor después del amor                                                           | Nominado                        | [ 24 ]                          |                                 |
| 2024                            | Premios Martín Fierro de Cine y Series | Mejor serie                                     | El amor después del amor                                                           | Ganador                         | [ 25 ]                          |                                 |
| 2024                            | Premios Martín Fierro de Cine y Series | Mejor actriz                                    | Micaela Riera                                                                      | Nominada                        | [ 25 ]                          |                                 |
| 2024                            | Premios Martín Fierro de Cine y Series | Mejor actor                                     | Iván Hochman                                                                       | Nominado                        | [ 25 ]                          |                                 |